# ウェンディ・ローレンス
ウェンディ・ローレンス（Wendy Barrien Lawrence、1959年7月2日 - ）は、アメリカ海軍の大佐、ヘリコプターのパイロット、技術者で、アメリカ航空宇宙局の宇宙飛行士である。海軍兵学校の卒業生として、女性で初めて宇宙を飛行した。また彼女はロシアの宇宙ステーションミールも訪れている。彼女はコロンビア号空中分解事故後初めてのミッションであるSTS-114でミッションスペシャリストを務めた。趣味はランニング、ボート、トライアスロン等で、未婚である。

## 生い立ち
ローレンスはフロリダ州ジャクソンビルで、海軍飛行士の一族に生まれた。父は、ベトナム戦争中の捕虜経験で知られるウィリアム・P・ローレンス中将で、ウェンディが士官候補生として入校していた1978年から1981年の3年間、海軍兵学校長を務めた。

## 教育
- 1977年:バージニア州アレクサンドリアのフォートハント高校を卒業
- 1981年:海軍兵学校で海洋工学の学士号を取得
- 1988年:マサチューセッツ工科大学とウッズホール海洋研究所で海洋工学の修士号を取得

## 軍事キャリア
ローレンスは1981年に海軍兵学校を卒業し、1982年7月に海軍飛行士となった。ローレンスは6種類のヘリコプターで1500時間以上の飛行経験を持ち、船からの離着陸も800回以上経験している。第6ヘリコプター戦闘支援部隊に配属している時、彼女は女性として2番目に長くインド洋に配属されていた。1988年に修士号を取得すると、彼女は対潜水艦ヘリコプター部隊のアルファ班の責任者となった。1990年10月から、彼女は海軍兵学校の物理学講師と女性初心者の教官を務めた。

## NASAのキャリア

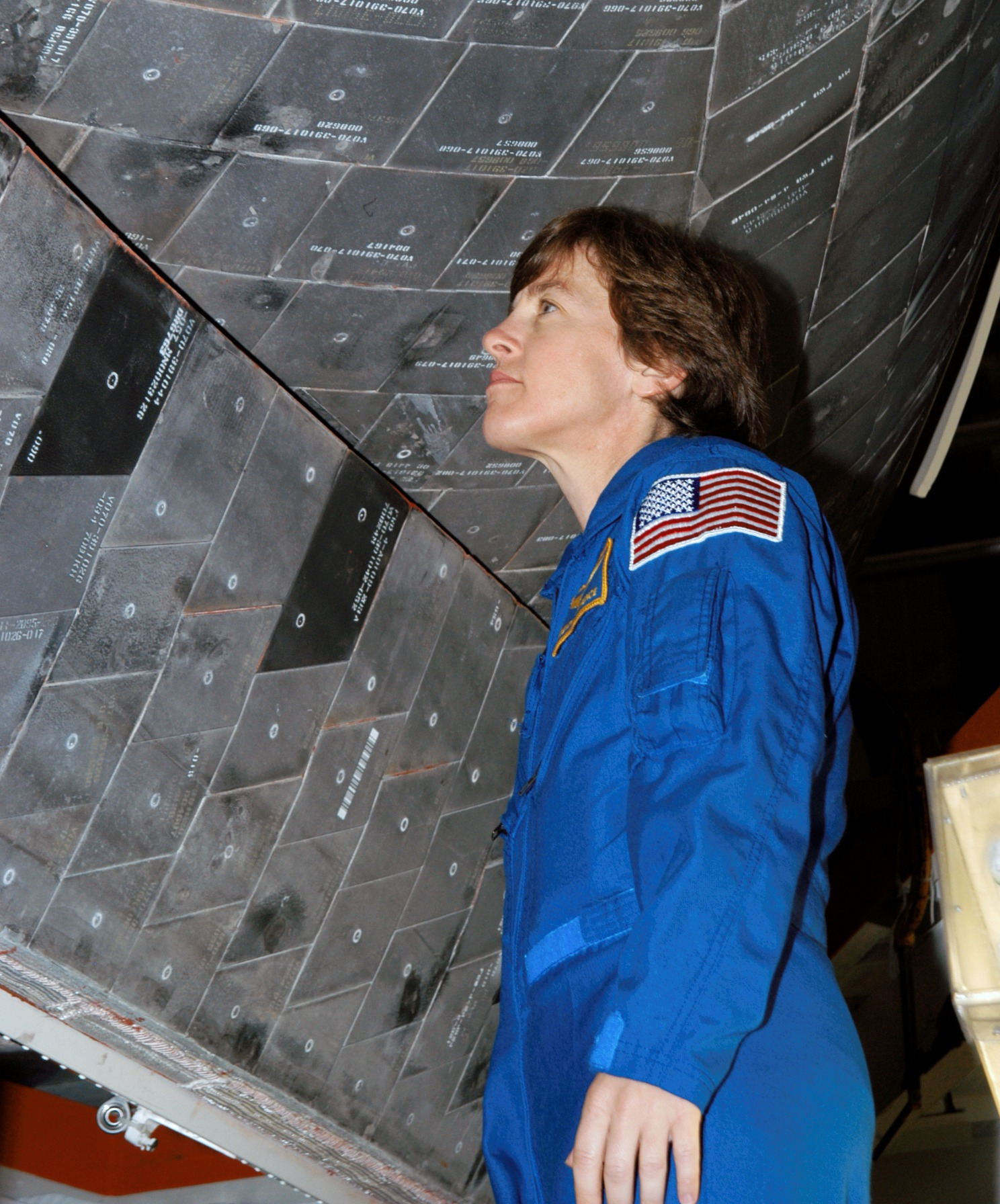
2003年10月、スペースシャトルのタイルを調べるローレンス

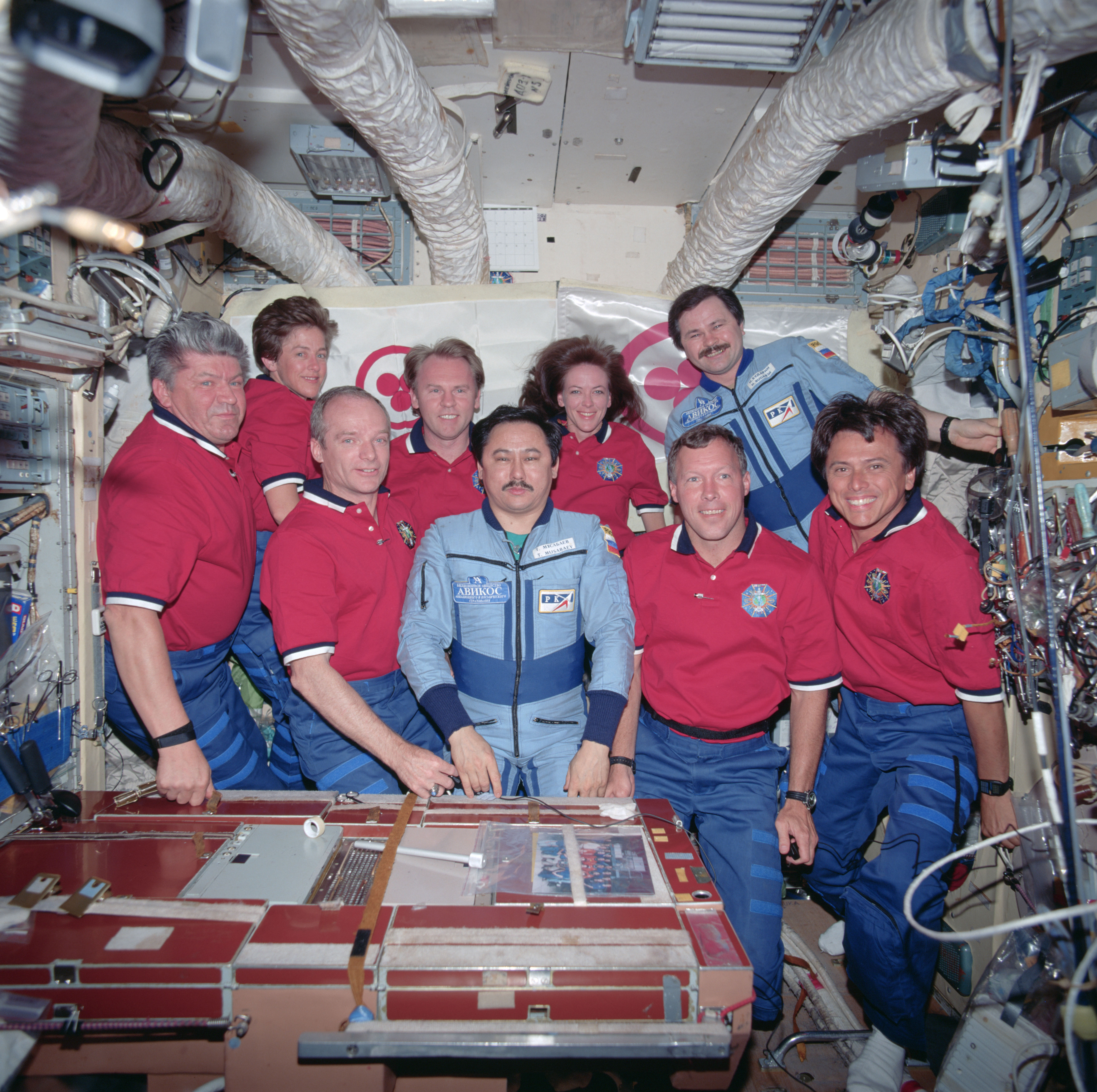
1998年6月、ミールに搭乗中のローレンス（左から2人目）

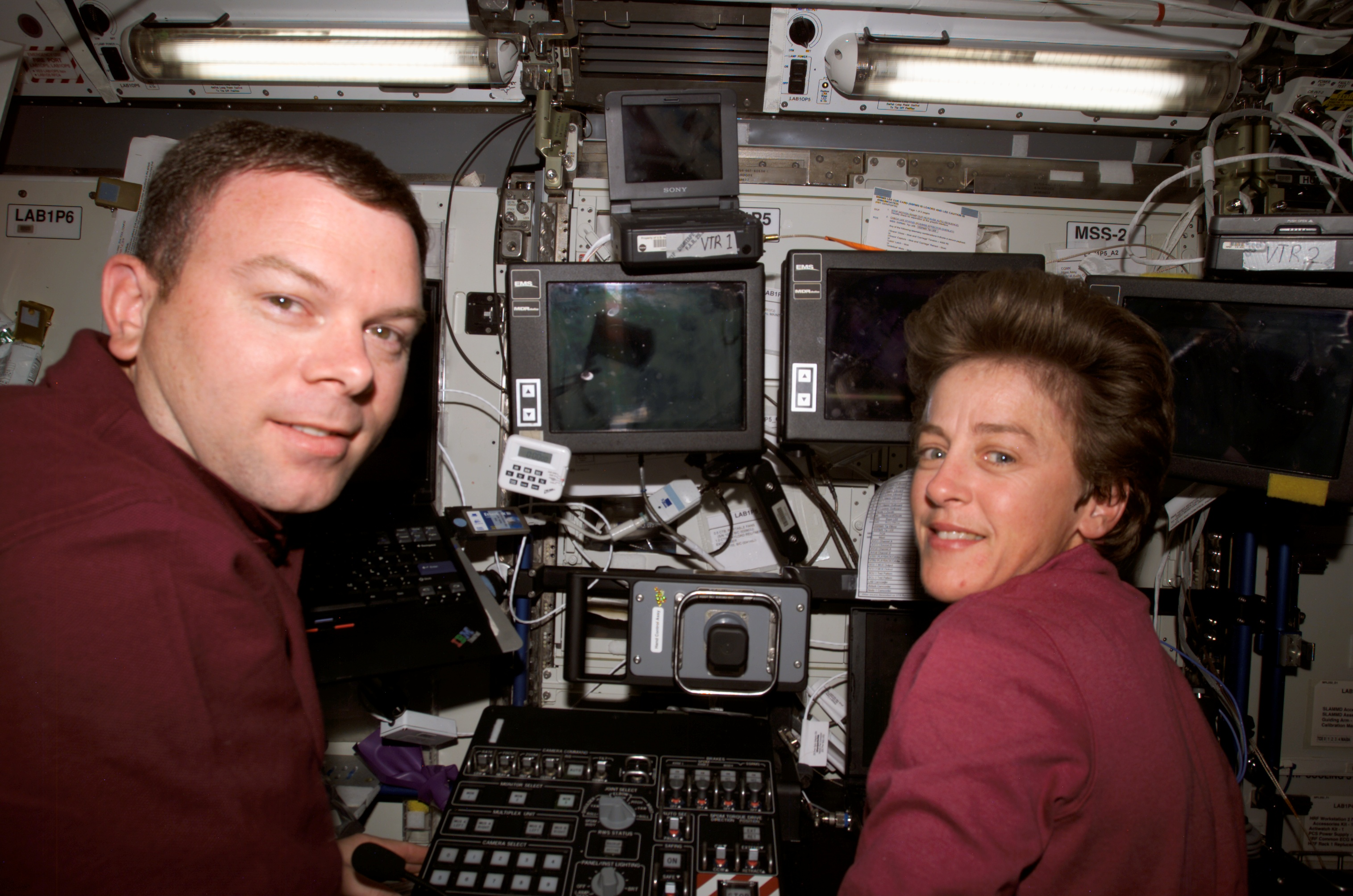
2005年8月、デスティニーでジェームズ・ケリーと

ローレンスは1992年3月にNASAの宇宙飛行士の候補となり、1992年8月からジョンソン宇宙センターで訓練を行なった。1年間の訓練を経て、彼女はミッションスペシャリストとして採用された。彼女の役割には、シャトル・アビオニクス統合施設で飛行ソフトウェアを検証すること等も含まれていた。彼女は1995年3月2日から18日に行なわれたSTS-67で初飛行し、フライトエンジニアを務めた。その後彼女は、シャトル・ミールプログラムのモスクワでのアメリカ側の責任者として、ガガーリン宇宙飛行士訓練センターで、NASAのオペレーションを担当した。1996年9月、彼女はミールへの4カ月の滞在のバックアップとしての訓練を開始した。ミールのシステムとミールへの乗組員の輸送について彼女が知識と経験を持っていたことから、彼女は1997年9月25日から10月6日のSTS-86と1998年6月2日から12日のSTS-91にも搭乗した。STS-114でもミッションスペシャリストを務めた。4度の宇宙飛行で、彼女は1200時間以上を宇宙で過ごした。彼女はReturn To Flightのミッションで物資の輸送とロボットアームの操作の責任者を務めた。このミッションは2005年7月26日から8月9日まで行なわれ、検査法の新しい手順の評価とシャトルの熱保護システムの交換が行なわれた。
ローレンスは2006年6月にNASAを退職した。